# Namri Songtsen
Namri Songtsen (Wylie: gNam-ri srong-btsan, conosciuto anche come "Namri Löntsen" (gNam-ri slon-rtsan); 580 circa – 629 circa) è stato il 32º sovrano del regno di Yarlung nel Tibet meridionale.
Apparteneva alla dinastia Yarlung o Yar Lun, che regnava sui territori situati nell'odierna prefettura di Shannan, in una valle il cui fiume Chongye confluisce nello Yarlung nell'odierna Tsetang, da cui la capitale del suo feudo, che era chiamata Chingwa Taktse e si trova nell'attuale contea di Chongye, dista pochi chilometri. Tale cittadella fu fondata nei pressi della fortezza dello Yumbulagang, il primo edificio costruito in Tibet, fatto erigere dal mitico Nyatri Tsenpo, il primo sovrano della dinastia. Lo Yarlung è il fiume che nasce nel Tibet sud-occidentale vicino al sacro Monte Kailash e che diventa il Brahmaputra in India. Viene considerato la culla della civiltà tibetana.
Le fonti relative alla biografia di Namri Songtsen sono basate soprattutto sulla tradizione orale del paese, anche perché ai suoi tempi non esisteva ancora la scrittura della lingua tibetana, che sarebbe stata introdotta nel regno del suo successore Songtsen Gampo. Reperti archeologici come quelli rinvenuti nelle grotte di Dunhuang, hanno contribuito a dare una dimensione storica di questo sovrano, ma permane la contraddittorietà esistente tra le informazioni che lo riguardano, in particolar modo tra quelle di fonte cinese e quelle di fonte tibetana.

## Biografia
Namri Songtsen succedette al trono al padre Tagbu Nyasig agli inizi del VII secolo, quando i clan ed i gruppi tribali sui quali regnavano erano costituiti perlopiù da nomadi e pastori con scarso substrato culturale a causa soprattutto delle difficoltà di comunicazione, dovute all'isolamento a cui erano relegati in vallate e pianori circoscritti da asperrime catene montuose.
Namri Songtsen riuscì a trasformare i suoi uomini in grandi guerrieri e, dopo aver unificato i suoi clan, sconfisse il re Zinpoje di Naspo, che era già nemico del feudo ai tempi del padre, nonché vassallo del regno tibetano occidentale di Zhang Zhung. Dopo la vittoria spartì le terre di Zinpoje con i feudatari a lui fedeli e fu allora che acquisì il nome Namri, che significa "Montagna dei Cieli".
Dopo l'espansione nella parte occidentale della valle dello Yarlung, chiamata Tsang, penetrò nel Tibet centrale occupando il territorio Ü dell'odierna Lhasa, e quando ebbe consolidato la supremazia in questi territori spostò la capitale un centinaio di chilometri ad ovest, a Gyama, l'odierna Gongkar, dove fece costruire la nuova fortezza-castello (dzong).
In seguito le sue truppe si spinsero fino alle allora frontiere orientali della Cina conquistando diversi territori qiang dei Sumpa, che si trovano nell'odierno Qinghai, e un'altra campagna lo vide trionfare a sud-est nel regno dei Monpa, stanziati nella zona dell'odierno Bhutan.
Inviò missioni diplomatiche a stabilire relazioni con la Cina nel 608. Questi proto-tibetani non avevano mai avuto contatti con i cinesi, sebbene alcune tribù tibetane del Kham, come altre dell'odierno territorio Qinghai del sud e del Sichuan del nord-ovest, occupassero tali aree da lungo tempo. Le prime fonti cinesi che si riferiscono ai proto-tibetani sono rare, ma all'inizio della dinastia Tang, che governò in Cina dal 618 al 907, i rapporti cambiarono radicalmente, quando l'emergente regno tibetano divenne una delle potenze di primo piano dell'Asia centrale e orientale.
Le conquiste gli permisero di formare un potente stato centralizzato, le cui truppe avevano acquisito grande esperienza nelle vittoriose battaglie. Furono queste le importanti basi che consentirono al figlio Songtsen Gampo di unificare l'intero altopiano e di fondare l'Impero del Tibet.
Namri Songtsen fu assassinato per avvelenamento in un tentato colpo di stato nel 629, ed il figlio Songtsen Gampo riuscì a soffocare la rivolta e a divenire sovrano. Nel rispetto della tradizione dinastica, fu tumulato nella necropoli di famiglia, chiamata la valle dei re tibetani, vicino alla vecchia capitale Chingwa Taktse.

## Discendenze
Namri Songtsen ebbe varie mogli, la prima delle quali fu Dringma Togo del clan degli Tsepong, che ebbero un ruolo determinante nell'unificazione del Tibet. Il primo dei suoi figli fu Songtsen Gampo, suo successore e 33º Re di Yarlung, che avrebbe fondato l'Impero Tibetano.
Ebbe poi una figlia, Sad-mar-kar, che dopo la morte del padre, nel quadro dell'alleanza con il regno di Zhang Zhung, fu fatta sposare al sovrano di quel paese, e due altri figli, uno dei quali fu accusato di tradimento e messo al rogo nel 641. L'altro figlio, Tsen srong, (Tengri), entrò in conflitto con la sorella e fu costretto a fuggire nella zona occidentale dell'odierno Arunachal Pradesh, e divenne il progenitore della stirpe dei Khan Mongoli.
Tra i suoi discendenti diretti c'è, oltre alla stirpe imperiale del Tibet, anche Gengis Khan e tutta la discendenza dei condottieri dell'Impero Mongolo.